# 세자나

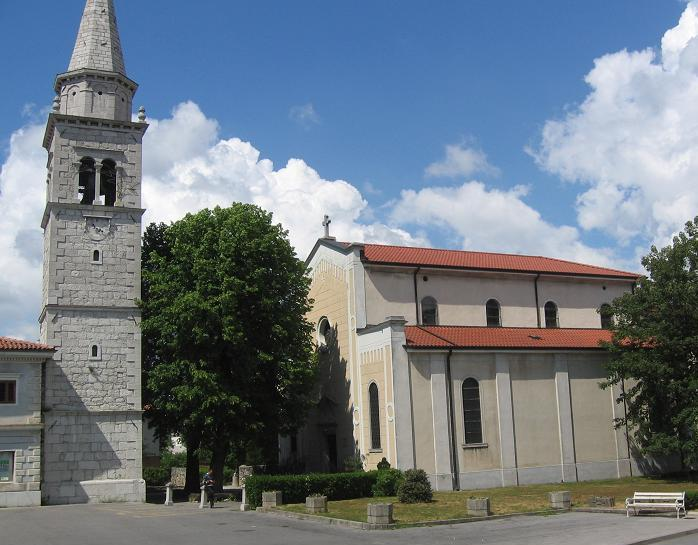
세자나에 있는 성 마르틴 교회

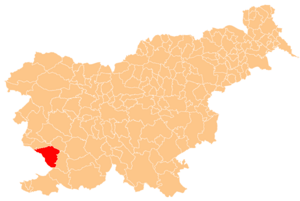
세자나의 위치

세자나(슬로베니아어: Sežana)는 슬로베니아 서부에 위치한 도시로, 면적은 217.4km2, 인구는 12,583명(2007년 기준), 인구밀도는 57.9명/km2이며 이탈리아 국경 부근에 위치한다.